# Abbott Elementary
Abbott Elementary è una serie televisiva statunitense creata da Quinta Brunson per ABC, che la trasmette dal dicembre 2021.

## Trama
In una scuola elementare nella periferia di Philadelphia, un gruppo di insegnanti cerca di fare il proprio lavoro al meglio, nonostante i tagli al budget e una preside eccentrica e poco collaborativa.

## Episodi
| Stagione         | Episodi | Prima TV originale | Prima TV Italia |
| ---------------- | ------- | ------------------ | --------------- |
| Prima stagione   | 13      | 2021-2022          | 2022            |
| Seconda stagione | 22      | 2022-2023          | 2023            |
| Terza stagione   | 14      | 2024               | 2024            |
| Quarta stagione  | 22      | 2024-2025          | 2025            |
| Quinta Stagione  |         | 2025-2026          |                 |

## Personaggi e interpreti

### Personaggi principali
- Janine Teagues, interpretata da Quinta Brunson e doppiata da Vanina Marini. Una neo-insegnante giovane e molto idealista.
- Gregory Eddie, interpretato da Tyler James Williams e doppiato da Fabrizio Vidale. Un nuovo supplente che ha accettato il lavoro controvoglia.
- Ava Coleman, interpretata da Janelle James e doppiata da Alessandra Cassioli. La nuova e incompetente preside della scuola, che ha ottenuto il posto dopo aver sorpreso il sovrintendente con l'amante.
- Melissa Schemmenti, interpretata da Lisa Ann Walter e doppiata da Cinzia De Carolis. Insegnante italoamericana, pragmatica e dalla lunga esperienza.
- Jacob Hill, interpretato da Chris Perfetti e doppiato da Stefano Sperduti. Giovane insegnante di storia.
- Barbara Howard, interpretata da Sheryl Lee Ralph e doppiata da Barbara Castracane. Insegnante religiosa e dalla lunga esperienza.
- Mr. Johnson (stagione 2-in corso; ricorrente 1), interpretato da William Stanford Davis e doppiato da Stefano Oppedisano. Il bidello complottista della scuola.

### Personaggi ricorrenti
- Tariq Temple, interpretato da Zack Fox e doppiato da David Chevalier. Fidanzato di Janine dai tempi delle medie, è un rapper dilettante.
- Denzel Collins, interpretato da Reggie Hayes. Il sovrintendente scolastico.

## Produzione

### Sviluppo
Quinta Brunson ha dichiarato che la carriera quarantennale di sua madre come insegnante l'ha ispirata a creare Abbott Elementary, intitolata a Joyce Abbott, una delle sue insegnanti di scuola elementare. La serie è ambientata nella città natale di Brunson, Filadelfia. Brunson ha inoltre affermato che il personaggio di Barbara Howard, interpretato da Sheryl Lee Ralph, è basato su sua madre.
Il 3 settembre 2020 un episodio pilota di una commedia ambientata in un contesto lavorativo, con protagonista Brunson, ha ottenuto un impegno di produzione da parte di ABC, con Brunson, Justin Halpern e Patrick Schumacker nel ruolo di produttori esecutivi. Nel febbraio 2021 ABC ha ufficialmente commissionato l'episodio pilota della serie, poi esteso all'intera stagione a maggio. Le riprese della prima stagione si sono svolte tra il 16 agosto e il 5 novembre 2021 a Los Angeles.
Il 14 marzo 2022, un mese prima della fine della messa in onda della prima stagione, la serie è stata rinnovata per una seconda stagione completa di 22 episodi. L'11 gennaio 2023 la serie è stata anche rinnovata per una terza stagione che, a causa dello sciopero degli sceneggiatori indetto dal Writers Guild of America, è stata ritardata nella sua produzione e ridotta a 14 episodi, trasmessi nel 2024. Tre giorni dopo la trasmissione dell'episodio in augurale della terza stagione, viene confermato il rinnovo per una quarta, che si comporrà di 22 episodi.

## Distribuzione
Negli Stati Uniti d'America, la serie viene trasmessa in prima visione dall'emittente ABC e in streaming sulla piattaforma Hulu a partire dal giorno dopo la trasmissione in chiaro. In Australia, Francia, Germania, Italia, Nuova Zelanda e Regno Unito, la serie viene distribuita da Disney+ attraverso il portale Star.
In Canada, Global ha acquisito i diritti di trasmissione della serie, che viene poi resa fruibile per lo streaming attraverso l'applicazione ufficiale dell'emittente a partire dal giorno seguente la sua trasmissione in chiaro.

## Accoglienza
Abbott Elementary è stata acclamata dalla critica. L'aggregatore di recensioni Rotten Tomatoes riporta il 97% di recensioni positive, con un punteggio medio di 8,6 su 10 basato su trentotto recensioni.

## Riconoscimenti
Golden Globe
- 2023 – Miglior serie commedia o musicale
- 2023 – Miglior attrice in una serie commedia o musicale a Quinta Brunson
- 2023 – Miglior attore non protagonista in una serie a Tyler James Williams
- 2023 – Candidatura per la miglior attrice non protagonista in una serie a Janelle James
- 2023 – Candidatura per la [miglior attrice non protagonista in una serie a Sheryl Lee Ralph
- 2024 – Candidatura per la per la miglior serie commedia o musicale
- 2024 – Candidatura per la miglior attrice in una serie commedia o musicale a Quinta Brunson

Critics' Choice Awards
- 2023 – Miglior serie commedia
- 2023 – Migliore attrice non protagonista in una serie commedia a Sheryl Lee Ralph
- 2023 – Candidatura per la migliore attrice in una serie commedia a Quinta Brunson
- 2023 – Candidatura per il miglior attore non protagonista in una serie commedia a Chris Perfetti
- 2023 – Candidatura per il miglior attore non protagonista in una serie commedia a Tyler James Williams
- 2023 – Candidatura per la migliore attrice non protagonista in una serie commedia a Janelle James
- 2024 – Candidatura per la miglior serie commedia
- 2023 – Candidatura per la migliore attrice in una serie commedia a Quinta Brunson
- 2024 – Candidatura per la migliore attrice non protagonista in una serie commedia a Sheryl Lee Ralph
- 2024 – Candidatura per la migliore attrice non protagonista in una serie commedia a Janelle James

Premi Emmy
- 2022 – Miglior attrice non protagonista in una serie commedia a Sheryl Lee Ralph
- 2022 – Miglior sceneggiatura in una serie commedia per l'episodio Pilota a Quinta Brunson
- 2022 – Miglior casting per una serie commedia a Wendy O'Brien
- 2022 – Candidatura per la miglior serie commedia
- 2022 – Candidatura per la miglior attrice protagonista in una serie commedia a Quinta Brunson
- 2022 – Candidatura per il miglior attore non protagonista in una serie commedia a Tyler James Williams
- 2022 – Candidatura per la miglior attrice non protagonista in una serie commedia a Janelle James
- 2023 – Miglior attrice protagonista in una serie commedia a Quinta Brunson
- 2023 – Candidatura per la miglior serie commedia
- 2023 – Candidatura per il miglior attore non protagonista in una serie commedia a Tyler James Williams
- 2023 – Candidatura per la miglior attrice non protagonista in una serie commedia a Sheryl Lee Ralph
- 2023 – Candidatura per la miglior attrice non protagonista in una serie commedia a Janelle James
- 2023 – Candidatura per la miglior attrice guest star in una serie commedia a Taraji P. Henson
- 2023 – Candidatura per il miglior casting per una serie commedia a Wendy O'Brien e Chris Gehrt
- 2023 – Candidatura per le migliori acconciature contemporanee per l'episodio Festival a Moira Frazier, Dustin Osborne e Christina Joseph
- 2024 – Candidatura per la miglior serie commedia
- 2024 – Candidatura per la miglior attrice protagonista in una serie commedia a Quinta Brunson
- 2024 – Candidatura per il miglior attore non protagonista in una serie commedia a Tyler James Williams
- 2024 – Candidatura per la miglior attrice non protagonista in una serie commedia a Sheryl Lee Ralph
- 2024 – Candidatura per la miglior attrice non protagonista in una serie commedia a Janelle James
- 2024 – Candidatura per la miglior regia in una serie commedia per l'episodio Party a Randall Einhorn
- 2024 – Candidatura per la miglior sceneggiatura in una serie commedia per l'episodio Career Day a Quinta Brunson
- 2024 – Candidatura per il miglior casting per una serie commedia a Wendy O'Brien e Chris Gehrt
- 2024 – Candidatura per le migliori acconciature contemporanee per l'episodio Mother's Day a Moira Frazier, Dustin Osborne e Christina Joseph